# Tres militiae
Tres militiae (с лат. — «три степени», дословно — три службы) — этапы карьерного роста в войске Древнего Рима имперского периода для граждан из всаднического сословия. 
Tres militiae представляла собой некоторый аналог сенаторского cursus honorum и была разработана для обеспечения социальной мобильности талантливых командиров. Состояла из трёх степеней, которые, как правило, занимались последовательно в течение нескольких лет — префект (командир) когорты, трибун ангустиклавий в легионе и префект алы. На каждом этапе количество доступных вакансий уменьшалось, и полное прохождение всех трех этапов было гарантировано далеко не всем.
Существовали некоторые варианты этой карьерной лестницы, например, префект когорты из пяти сотен человек мог получить повышение до префекта тысячной когорты, если ему не удавалось стать трибуном. Прошедшие через все три степени всадники могли начать успешную карьеру в торговле и политике, получить место в имперской администрации и даже занять такие важные должности, как префект анноны, префект Египта или префект претория.
Важную роль в установлении tres militiae сыграл император Траян.